# 奥滕多夫-奥克里拉
奥滕多夫-奥克里拉（德語：Ottendorf-Okrilla）是德国萨克森州的市镇，隶属于包岑县。总面积为25.93平方千米，截至2023年12月31日总人口为9,879人。